# شاشي غونزاليس
أوليفيا ايرين غونزاليس (بالإنجليزية: Chachi Gonzales)‏ (مواليد 23 يناير 1996)، معروفة باسم شاشي غونزاليس، راقصة أمريكية، مصممة رقصات وممثلة. وكانت عضوا في فريق I.aM.mE ، الذي فاز في الموسم السادس في برنامج «أميريكا بيست دانس كرو» في عام 2011.

## حياتها الشخصية
في عام 2018، بدأ غونزاليس في مواعدة الممثل الفنلندي جوكا هيلدين، التقيا أثناء تصوير المسلسل التلفزيوني 2018 التميت إكسبيديشن. أعلنا في 29 مايو 2019 عبر انستغرام أن غونزاليس حامل. ارتبط الثنائي في علاقة زوجية في 28 سبتمبر 2019، في لابلاند، فنلندا. في 25 نوفمبر 2019، أنجبت غونزاليس طفلة. في أبريل 2020، انتقلوا من لوس أنجلوس إلى أهتاري، فنلندا، وفي وقت لاحق في عام 2020، انتقلوا إلى هلسنكي، فنلندا.

## وصلات خارجية
- شاشي غونزاليس على موقع IMDb (الإنجليزية)
- شاشي غونزاليس على موقع قاعدة بيانات الفيلم (الإنجليزية)